# Torsten Edlund
Carl Torsten Edlund, född 27 februari 1899 i Kungsholms församling i Stockholm, död 16 december 1974 i Stockholm, var en svensk företagsledare.
Edlund var verkställande direktör för Nitroglycerin Aktiebolaget från 1944 till 1965 och styrelseledamot i företaget från 1947. Under sin tid som vd var han ansvarig för att anlita Ralph Erskine som arkitekt för flera olika byggnadsprojekt i Gyttorp.